# Sân bay quốc tế Faro (Bồ Đào Nha)
Sân bay Faro (tiếng Bồ Đào Nha: Aeroporto Internacional de Faro) (IATA: FAO, ICAO: LPFR) là một sân bay nằm 4,4 dặm Anh (7 km) về phía tây của Faro, Bồ Đào Nha.
Năm 2007, có 5,5 triệu lượt khách thông qua sân bay này, đây là cửa ngõ hàng không quốc tế thứ nhì của Bồ Đào Nha, sau sân bay ở Lisboa.

## Các hãng hàng không và tuyến bay

### Các tuyến thường lệ
- Aer Arann (Galway, Waterford)

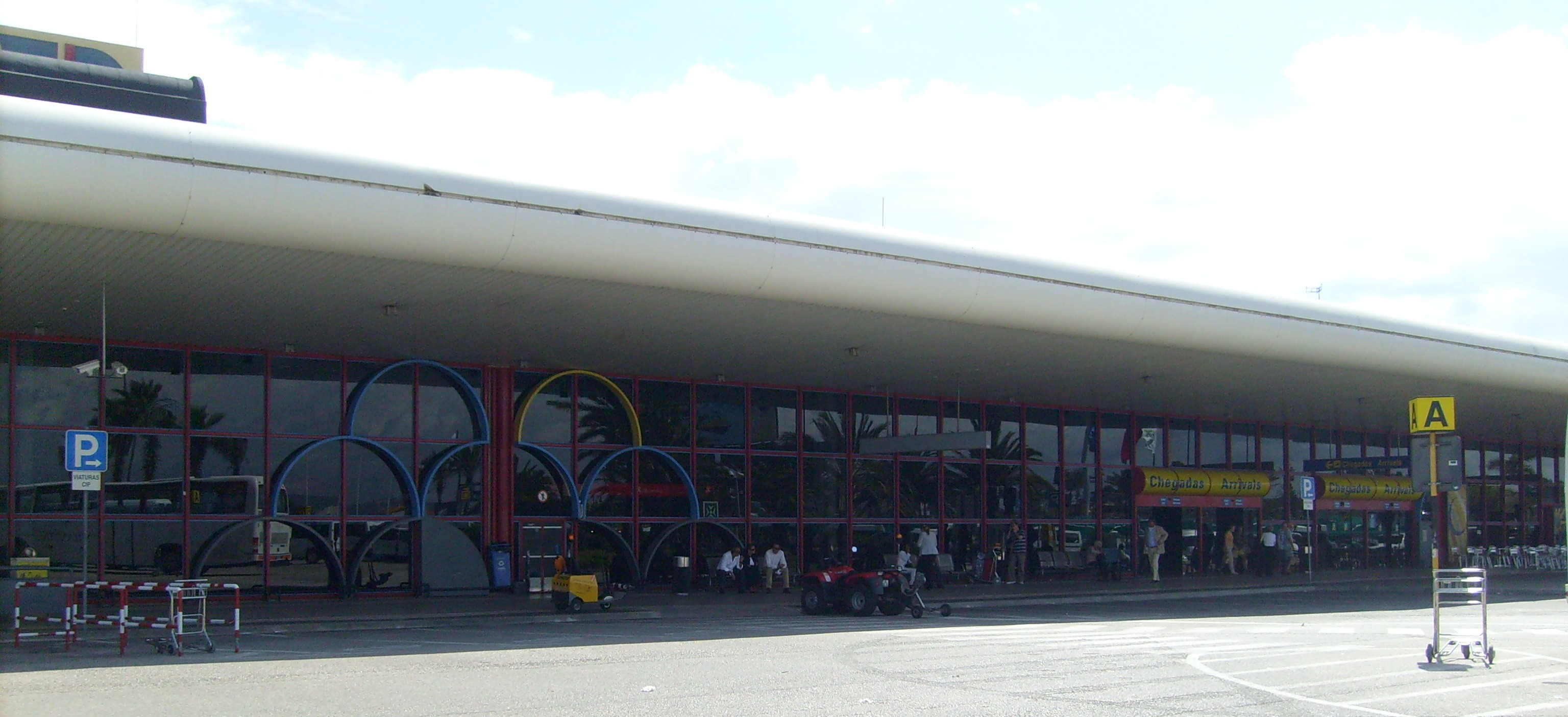
Sân bay Faro

- Aer Lingus (Belfast-International, Cork, Dublin)
- Aigle Azur (Paris-Charles de Gaulle)
- Austrian Airlines (Vienna)
- bmibaby (Birmingham, Cardiff, East Midlands)
- British Airways (London-Gatwick)
- Brussels Airlines (Brussels)
- easyJet (Belfast-International, Bristol, East Midlands, Glasgow-International, Liverpool, London-Gatwick, London-Luton, London-Stansted, Newcastle)
- Finnair (Helsinki)
- Flybe (Exeter, Southampton)
- Flyglobespan (Aberdeen, Durham Tees Valley, Edinburgh, Glasgow-International)
- Germanwings (Cologne/Bonn, Dortmund, Stuttgart)
- Jetairfly (Almeria, Brussels)
- Jet2.com (Blackpool, Leeds/Bradford, Manchester)
- Lufthansa (Frankfurt, Munich)
- Luxair (Luxembourg)
- Norwegian Air Shuttle (Oslo)
- Ryanair (Brussels-Charleroi, Dublin, East Midlands, Frankfurt-Hahn, Glasgow-Prestwick, Liverpool, London-Stansted, Shannon)
- SATA (Toronto)
- Smart Wings (Prague)
- Sterling Airlines (Copenhagen, Oslo, Stockholm-Arlanda)
- Swiss Airlines (Zürich)
- TAP Portugal (Amsterdam, Lisbon, Paris-Orly)
- Thomsonfly (Scheduled) (Bournemouth, Cardiff, Coventry, Doncaster/Sheffield, London-Gatwick, Manchester)
- transavia.com (Amsterdam, Eindhoven, Rotterdam)
- TUIfly (Düsseldorf, Basel, Cologne, Frankfurt, Hamburg, Hanover, Munich, Stuttgart)

### Bay thuê bao
- Air France (operated by HOP!) (Marseille, Lyon)
- Air Transat (Toronto-Pearson) [theo mùa, chỉ mùa Đông]
- Arkefly (Amsterdam)
- Astraeus (Leeds/Bradford, London-Gatwick, Manchester)
- Aurela (Tallinn)
- Axis Airways (Marseille, Le Havre, Lyon, Paris-CDG)
- Blue Air (Bucharest-Otopeni)
- Blue Line (Clermont-Ferrand, Nantes, Paris-CDG)
- Czech Airlines (Dublin)
- Europe Airpost (Paris-CDG, Brest, Deauville)
- European Air Charter (Bournemouth)
- Flightline (Dublin)
- Icelandair (Reykjavik-Kleflavik)
- Jet2.com (Belfast)
- Jettime (Billund)
- LTE (Glasgow Prestwick)
- Rossiya (St. Petersburg)
- SAS (Aarhus, Copenhagen, Oslo, Stockholm-Arlanda)
- Skyservice (Toronto-Pearson) [Seasonal - Winter Only]
- Swiss Airlines (Zürich)
- TUIfly Nordic (Helsinki, Copenhagen, Oslo, Stockholm-Arlanda)
- Thomas Cook Airlines (Belfast-International, Birmingham, Bristol, Cardiff, East Midlands, Glasgow-International, Leeds, London-Gatwick, London-Stansted, Manchester, Newcastle)
- Thomsonfly (Charter) (Birmingham, East Midlands, Liverpool, London-Gatwick, London-Luton, London-Stansted [bắt đầu ngày 3 tháng 5 năm 2009], Manchester, Newcastle)
- transavia.com (Amsterdam, Eindhoven, Enschede, Groningen, Maastricht, Paris-Orly, Rotterdam)